# Giannis Bouzoukis
Giannis Bouzoukis (Grieks: Γιάννης Μπουζούκης) (Preveza, 27 maart 1998) is een Grieks voetballer die als middenvelder speelt bij OFI Kreta.

## Carrière
Bouzoukis is een jeugdproduct van Panathinaikos FC. Hij maakte op 24 oktober 2017 zijn officiële debuut in het eerste elftal van de club in een bekerwedstrijd tegen Anagennisi Karditsa FC. Een kleine vier maanden later, op 3 februari 2018, debuteerde hij ook in de Super League in een wedstrijd tegen Panetolikos. Bouzoukis klokte in zijn eerste seizoen bij het eerste elftal af op vijf officiële wedstrijden.
In het seizoen 2018/19 zorgde Bouzoukis op de eerste competitiespeeldag met een langeafstandsinspanning voor het enige doelpunt in de 0-1-zege tegen AO Xanthi. Ook op de tweede speeldag was hij trefzeker in de 3-1-zege tegen PAS Lamia. Het zou de voorbode worden van een uitstekend seizoen, met als uiteindelijke bekroning de prijs van Jonge speler van het jaar. Het leverde hem interesse op van onder andere PAOK Saloniki, Celtic FC, SL Benfica, AFC Ajax, Villarreal en Getafe CF.

## Clubstatistieken
| Seizoen         | Club             | Land                 | Competitie      | Competitie | Competitie | Beker | Beker | Supercup | Supercup | Europees | Europees | Totaal | Totaal |
| Seizoen         | Club             | Land                 | Competitie      | Wed.       | Dlp.       | Wed.  | Dlp.  | Wed.     | Dlp.     | Wed.     | Dlp.     | Wed.   | Dlp.   |
| --------------- | ---------------- | -------------------- | --------------- | ---------- | ---------- | ----- | ----- | -------- | -------- | -------- | -------- | ------ | ------ |
| 2017/18         | Panathinaikos FC | Vlag van Griekenland | Super League    | 4          | 0          | 1     | 0     | —        | —        | 0        | 0        | 5      | 0      |
| 2018/19         | Panathinaikos FC | Vlag van Griekenland | Super League    | 24         | 4          | 3     | 0     | —        | —        | —        | —        | 27     | 4      |
| 2019/20         | Panathinaikos FC | Vlag van Griekenland | Super League    | 33         | 1          | 5     | 1     | —        | —        | —        | —        | 38     | 2      |
| 2020/21         | Panathinaikos FC | Vlag van Griekenland | Super League    | 13         | 0          | 0     | 0     | —        | —        | —        | —        | 13     | 0      |
| 2021/22         | Panathinaikos FC | Vlag van Griekenland | Super League    | 4          | 0          | 1     | 0     | —        | —        | —        | —        | 5      | 0      |
| 2021/22         | OFI Kreta        | Vlag van Griekenland | Super League    | 11         | 0          | 0     | 0     | —        | —        | —        | —        | 11     | 0      |
| 2022/23         | OFI Kreta        | Vlag van Griekenland | Super League    | 5          | 0          | 0     | 0     | —        | —        | —        | —        | 5      | 0      |
| Carrière totaal | Carrière totaal  | Carrière totaal      | Carrière totaal | 94         | 5          | 10    | 1     | 0        | 0        | 0        | 0        | 104    | 6      |

Bijgewerkt op 3 oktober 2022.

## Erelijst
| Individueel               |    |         |
| Jonge speler van het jaar | 1x | 2018/19 |